# Aaskov

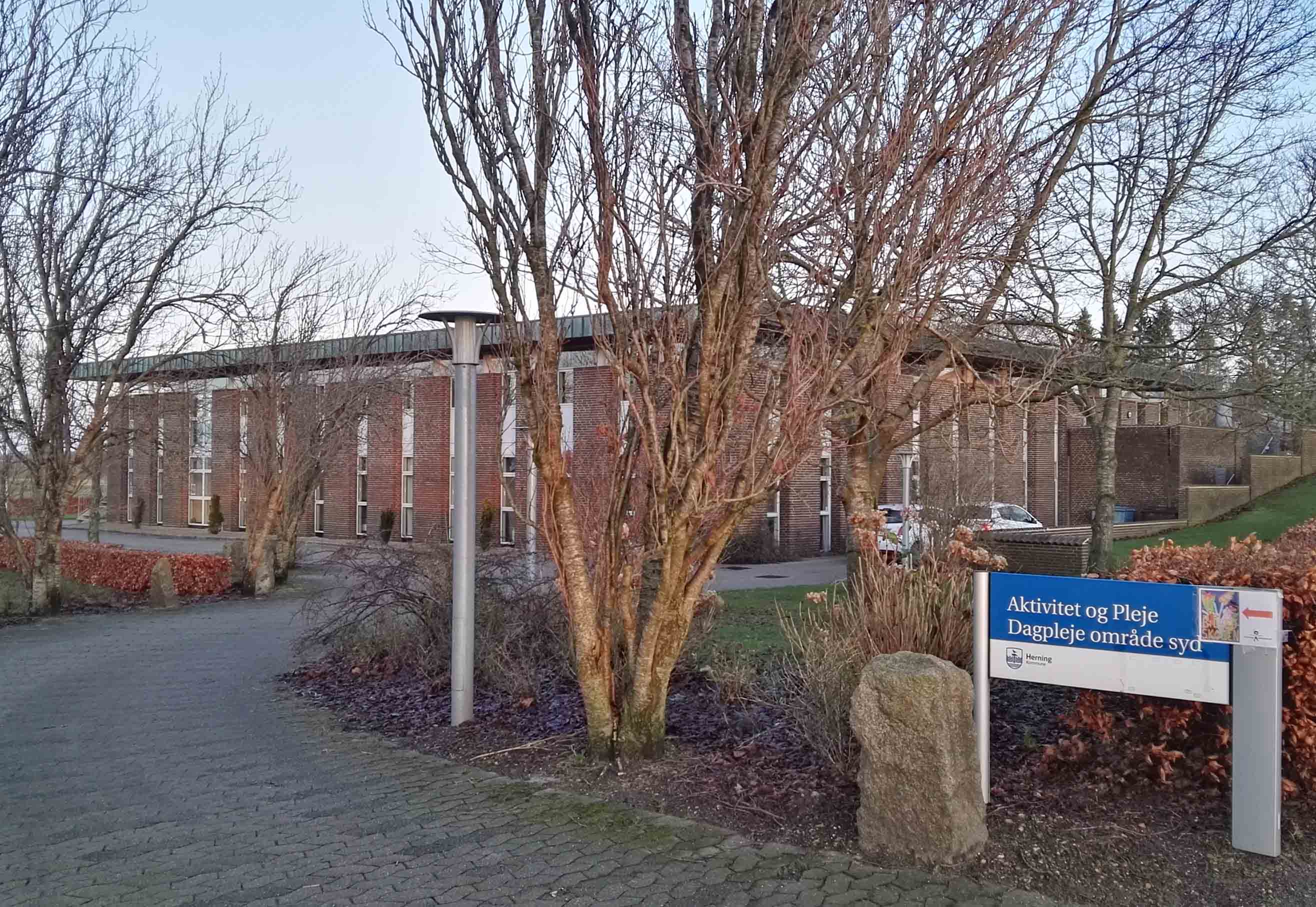
Câmara Municipal de Aaskov em Kibæk, agora um centro de saúde

Aaskov é um município da Dinamarca, localizado na região ocidental, no condado de Ringkobing.
O município tem uma área de 237,95 km² e uma  população de 7022 habitantes, segundo o censo de 2003.